# Amblyopinae
Amblyopinae je potporodica riba iz porodice glavoča (lat. Gobiidae). 

## Opis
Glavoči iz potporodice gobiida Amblyopinae su duguljaste ribe koje žive u blatu indo-zapadnog Pacifika i koje se obično nazivaju "jeguljasti glavoči" ili "crvoliki glavoči". Trenutno (2011) je poznato 12 rodova i 23 vrste Amblyopinae. U životu su ovi glavoči ružičasti, ljubičasti ili crveni (Sl. 1.8.1). Za razliku od većine glavoča, amblyopine glavoči imaju neprekinutu leđnu peraju; trnasta (prva) i mekana (druga) leđna peraja povezane su membranom. Budući da žive u staništima zamućene vode, oči ambliopina smanjene su veličine i mogu imati ograničenu funkciju. Na temelju značajki aksijalnog skeleta, Birdsong et al. (1988) podijelio je Amblyopinae u tri jedinice: skupinu 'Gobioides', skupinu 'Taenioides' i skupinu 'Trypauchen'. Birdsong et al. (1988.) je izjavio da posljednje dvije skupine dijele izvedeni omjer elementa peraje i kralješka od 2:1, dok je skupina 'Gobioides' imala omjer od 1:1 kao što je tipično među gobioidima. Naknadno je pronađeno da su drugi znakovi povezani s skupinom 'Gobioides', koja se sastoji samo od Gobioida, s Gobionellinae (Harrison, 1989; Pezold, 1993; Murdy, 1998).

## Rodovi
1. Amblyotrypauchen Hora, 1924
2. Biendongella Prokofiev, 2015
3. Brachyamblyopus Bleeker, 1874
4. Caragobius Smith & Seale, 1906
5. Ctenotrypauchen Steindachner, 1867
6. Karsten Murdy, 2002
7. Odontamblyopus Bleeker, 1874
8. Paratrypauchen Murdy, 2008
9. Pseudotrypauchen Hardenberg, 1931
10. Sovvityazius Prokofiev, 2015
11. Taenioides Lacepède, 1800
12. Trypauchen Valenciennes, 1837
13. Trypauchenichthys Bleeker, 1860